# Улястрет
Улястрет (кат. Ullastret) - муніципалітет, розташований в Автономній області Каталонія, в Іспанії. Знаходиться у районі (кумарці) Башь-Ампурда провінції Жирона, згідно з новою адміністративною реформою перебуватиме у складі баґарії Жирона.

## Населення
Населення міста (у 2007 р.) становить 218 осіб (з них менше 14 років - 14,7%, від 15 до 64 - 64,7%, понад 65 років - 20,6%). У 2006 р. народжуваність склала 1 особа, смертність - 5 осіб, зареєстровано 1 шлюб. У 2001 р. активне населення становило 115 осіб, з них безробітних - 5 осіб.

Серед осіб, які проживали на території міста у 2001 р., 201 народилися в Каталонії (з них 169 осіб у тому самому районі, або кумарці), 14 осіб приїхало з інших областей Іспанії, а 10 осіб приїхало з-за кордону. 

Університетську освіту має 10,6% усього населення. 

У 2001 р. нараховувалося 80 домогосподарств (з них 25% складалися з однієї особи, 26,2% з двох осіб,15% з 3 осіб, 18,8% з 4 осіб, 10% з 5 осіб, 2,5% з 6 осіб, 1,2% з 7 осіб, 1,2% з 8 осіб і 0% з 9 і більше осіб).

Активне населення міста у 2001 р. працювало у таких сферах діяльності : у сільському господарстві - 17,3%, у промисловості - 15,5%, на будівництві - 19,1% і у сфері обслуговування - 48,2%. 

 У муніципалітеті або у власному районі (кумарці) працює 79 осіб, поза районом - 62 особи.

### Безробіття
У 2007 р. нараховувалося 4 безробітних (у 2006 р. - 3 безробітних), з них чоловіки становили 50%, а жінки - 50%.

## Економіка

### Підприємства міста

#### Промислові підприємства
| \| Промислові підприємства міста, за сферою діяльності \| Промислові підприємства міста, за сферою діяльності \| Промислові підприємства міста, за сферою діяльності \| \| Рік \| 2002 р. \| 2001 р. \| \| --------------------------------------------------- \| --------------------------------------------------- \| --------------------------------------------------- \| \| Енергетичні та водні ресурси \| 0% \| 0% \| \| Хімія та метали \| 16,7% \| 33,3% \| \| Переробка металів \| 50% \| 33,3% \| \| Продукти харчування \| 33,3% \| 33,3% \| \| Текстиль \| 0% \| 0% \| \| Виробництво меблів, видання \| 0% \| 0% \| \| Інше \| 0% \| 0% \| \| Усього підприємств \| 6 \| 6 \| |         |         |
| Промислові підприємства міста, за сферою діяльності |         |         |
| Рік | 2002 р. | 2001 р. |
| Енергетичні та водні ресурси | 0%      | 0%      |
| Хімія та метали | 16,7%   | 33,3%   |
| Переробка металів | 50%     | 33,3%   |
| Продукти харчування | 33,3%   | 33,3%   |
| Текстиль | 0%      | 0%      |
| Виробництво меблів, видання | 0%      | 0%      |
| Інше | 0%      | 0%      |
| Усього підприємств | 6       | 6       |

#### Роздрібна торгівля
| \| Підприємства роздрібної торгівлі міста, за сферою діяльності \| Підприємства роздрібної торгівлі міста, за сферою діяльності \| Підприємства роздрібної торгівлі міста, за сферою діяльності \| \| Рік \| 2002 р. \| 2001 р. \| \| ------------------------------------------------------------ \| ------------------------------------------------------------ \| ------------------------------------------------------------ \| \| Продукти харчування \| 80% \| 83,3% \| \| Одяг та взуття \| 0% \| 0% \| \| Товари для дому \| 0% \| 0% \| \| Книги та періодичні видання \| 0% \| 0% \| \| Промислова хімічна продукція \| 0% \| 0% \| \| Продукція, пов'язана з транспортними засобами \| 0% \| 0% \| \| Інше \| 20% \| 16,7% \| \| Усього підприємств \| 5 \| 6 \| |         |         |
| Підприємства роздрібної торгівлі міста, за сферою діяльності |         |         |
| Рік | 2002 р. | 2001 р. |
| Продукти харчування | 80%     | 83,3%   |
| Одяг та взуття | 0%      | 0%      |
| Товари для дому | 0%      | 0%      |
| Книги та періодичні видання | 0%      | 0%      |
| Промислова хімічна продукція | 0%      | 0%      |
| Продукція, пов'язана з транспортними засобами | 0%      | 0%      |
| Інше | 20%     | 16,7%   |
| Усього підприємств | 5       | 6       |

#### Сфера послуг
| \| Підприємства міста, що працюють у сфері послуг, за діяльністю \| Підприємства міста, що працюють у сфері послуг, за діяльністю \| Підприємства міста, що працюють у сфері послуг, за діяльністю \| \| Рік \| 2002 р. \| 2001 р. \| \| ------------------------------------------------------------- \| ------------------------------------------------------------- \| ------------------------------------------------------------- \| \| Гуртова торгівля \| 0% \| 0% \| \| Готелі та готельний бізнес \| 71,4% \| 57,1% \| \| Транспорт та зв'язок \| 14,3% \| 14,3% \| \| Посередницькі фінансові послуги \| 0% \| 0% \| \| Послуги підприємствам \| 14,3% \| 28,6% \| \| Послуги фізичним особам \| 0% \| 0% \| \| Нерухомість та ін. \| 0% \| 0% \| \| Усього підприємств \| 7 \| 7 \| |         |         |
| Підприємства міста, що працюють у сфері послуг, за діяльністю |         |         |
| Рік | 2002 р. | 2001 р. |
| Гуртова торгівля | 0%      | 0%      |
| Готелі та готельний бізнес | 71,4%   | 57,1%   |
| Транспорт та зв'язок | 14,3%   | 14,3%   |
| Посередницькі фінансові послуги | 0%      | 0%      |
| Послуги підприємствам | 14,3%   | 28,6%   |
| Послуги фізичним особам | 0%      | 0%      |
| Нерухомість та ін. | 0%      | 0%      |
| Усього підприємств | 7       | 7       |

## Житловий фонд
У 2001 р. 0% усіх родин (домогосподарств) мали житло метражем до 59 м², 8,8% - від 60 до 89 м², 16,2% - від 90 до 119 м² і
75% - понад 120 м².

З усіх будівель у 2001 р. 19,8% було одноповерховими, 68,3% - двоповерховими, 11,9
% - триповерховими, 0% - чотириповерховими, 0% - п'ятиповерховими, 0% - шестиповерховими,
0% - семиповерховими, 0% - з вісьмома та більше поверхами.

## Автопарк
| \| Автомобілі, зареєстровані у місті, за призначенням \| Автомобілі, зареєстровані у місті, за призначенням \| Автомобілі, зареєстровані у місті, за призначенням \| \| Рік \| 2006 р. \| 2005 р. \| \| -------------------------------------------------- \| -------------------------------------------------- \| -------------------------------------------------- \| \| Приватні автомобілі \| 60,2% \| 59,4% \| \| Мотоцикли \| 8,9% \| 9,1% \| \| Вантажівки \| 25,5% \| 27,6% \| \| Трактори \| 0,8% \| 0,8% \| \| Автобуси та ін. \| 4,6% \| 3,1% \| \| Усього автомобілів \| 259 шт. \| 254 шт. \| |         |         |
| Автомобілі, зареєстровані у місті, за призначенням |         |         |
| Рік | 2006 р. | 2005 р. |
| Приватні автомобілі | 60,2%   | 59,4%   |
| Мотоцикли | 8,9%    | 9,1%    |
| Вантажівки | 25,5%   | 27,6%   |
| Трактори | 0,8%    | 0,8%    |
| Автобуси та ін. | 4,6%    | 3,1%    |
| Усього автомобілів | 259 шт. | 254 шт. |

## Вживання каталанської мови
У 2001 р. каталанську мову у місті розуміли 100% усього населення (у 1996 р. - 97,9%), вміли говорити нею 98,2% (у 1996 р. - 
95%), вміли читати 97,7% (у 1996 р. - 92,9%), вміли писати 86,4
% (у 1996 р. - 85,4%). Не розуміли каталанської мови 0%.

## Політичні уподобання
У виборах до Парламенту Каталонії у 2006 р. взяло участь 111 осіб (у 2003 р. - 139 осіб). Голоси за політичні сили розподілилися таким чином:
| \| Вибори до Парламенту Каталонії \| Вибори до Парламенту Каталонії \| Вибори до Парламенту Каталонії \| \| Рік \| 2006 р. \| 2003 р. \| \| -------------------------------------- \| ------------------------------ \| ------------------------------ \| \| Конвергенція та Єднання (CiU) \| 48,6% \| 48,2% \| \| Соціалістична партія Каталонії (PSC) \| 18,9% \| 19,4% \| \| Народна партія (PP) \| 4,5% \| 2,2% \| \| Ініціатива за зелену Каталонію (IC) \| 4,5% \| 3,6% \| \| Республіканська лівиця Каталонії (ERC) \| 20,7% \| 25,9% \| \| Громадянська партія (C's) \| 0% \| 0% \| \| Інші \| 2,7% \| 0,7% \| |         |         |
| Вибори до Парламенту Каталонії |         |         |
| Рік | 2006 р. | 2003 р. |
| Конвергенція та Єднання (CiU) | 48,6%   | 48,2%   |
| Соціалістична партія Каталонії (PSC) | 18,9%   | 19,4%   |
| Народна партія (PP) | 4,5%    | 2,2%    |
| Ініціатива за зелену Каталонію (IC) | 4,5%    | 3,6%    |
| Республіканська лівиця Каталонії (ERC) | 20,7%   | 25,9%   |
| Громадянська партія (C's) | 0%      | 0%      |
| Інші | 2,7%    | 0,7%    |